# Maasdijk (Westland)

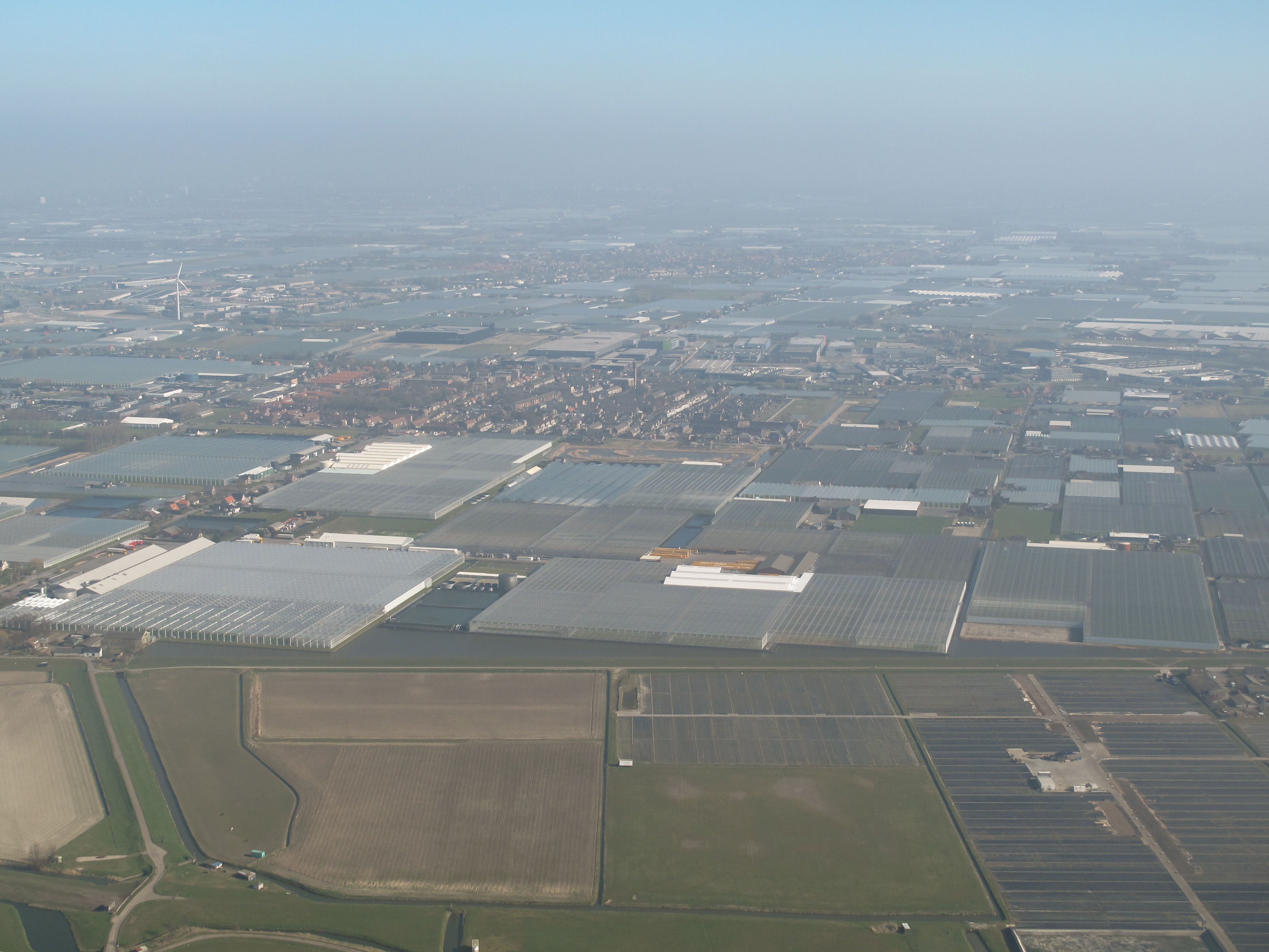
Maasdijk vanuit de lucht met kassen op de voorgrond

Maasdijk (Westlands: De Daik) is een dorp in de gemeente Westland, provincie Zuid-Holland. Het dorp telt 4.570 inwoners (2023). Tot de vorming van de gemeente Westland in 2004 lag het dorp in de gemeente Naaldwijk. Het dorp is vernoemd naar de eeuwenoude zeedijk die door het plaatsje loopt, de Maasdijk. 

## Ligging
Maasdijk ligt in het westelijke gedeelte van Zuid-Holland, onder Den Haag en ten westen en noorden van de Gemeente Rotterdam. Maasdijk zelf grenst in het noorden aan Naaldwijk en De Lier, in het westen aan 's-Gravenzande en in zuidwesten en zuiden aan Gemeente Rotterdam (Hoek van Holland). In het oosten grenst ze aan Maassluis en Maasland.

## Geschiedenis
Het Maasdijkse grondgebied bestaat uit twee delen: Honderdland en de Oranjepolder. Beide delen behoorden toe aan de Heren van Naaldwijk. Honderdland, het oudste deel, ligt gelegen tussen de Oude en de Nieuwe Maasdijk en ontstond met het gereedkomen van de Nieuwe Maasdijk in 1238. Deze dijk liep vanaf de Noldijk bij Maasland tot de Kapittelduinen bij 's-Gravenzande. Voornamelijk vissers gingen zich binnendijks vestigen en op en rond de dijk ontstond een gehucht. De Maasdijk vormde in de 13e eeuw de enige bescherming tegen de rivier de Maas. De bewoners waren de verplicht om vijftig roeden van de zeedijk te onderhouden. De Oranjepolder werd in 1644 ingedijkt.
Uit de Enqueste ende Informacie van 1494 blijkt dat de visvangst in die tijd minder belangrijk was geworden. Landbouw en veeteelt waren toen de voornaamste bronnen van inkomsten. Onder de bewoners was er maar één die eigen land bezat, ter grootte van één morgen. Het overige land was bezit van het klooster 'van der Lee' of was in bezit van het Kapittel van Naaldwijk (8½ morgen) of de zusters van St. Anne van Delft (één morgen). In 1632 telden Honderdland en Oranjepolder samen 12 huizen. In 1732 was dit 24 en in 1843 was dit 40. De kinderen waren aangewezen op een school in Naaldwijk tot de opening van de eerste school in 1861.
Enkele tientallen jaren na de aanleg van de Nieuwe Waterweg werd ter hoogte van Maasdijk een particuliere erts-overslaghaven aangelegd in het buitendijkse gebied. Deze Poortershaven zorgde voor meer bedrijvigheid. Ook was er een halte van de treinverbinding van Rotterdam naar Hoek van Holland. Later, op 1 januari 1914, ging dit gebied over naar Rotterdam, toen die gemeente een groot deel langs de Waterweg inlijfde. Tezelfdertijd zou Maasdijk zich steeds meer richten op de tuinbouw.
Het huidige dorp Maasdijk stamt uit de jaren twintig van de twintigste eeuw en is buitendijks ontstaan. De vroegste woningen staan langs de Oranjestraat, Willem III straat en het Oranjeplein. Tijdens de Tweede Wereldoorlog heeft het dorp veel schade opgelopen. De hervormde kerk bij de Oranjesluis en verschillende huizen waren door de Duitsers afgebroken. Hierdoor is de kern in zuidoostelijke richting verplaatst. Vanaf de jaren vijftig en zestig vond bebouwing plaats in oostelijke richting en later in zuidelijke richting tussen de Tuindersweg en Lange Kruisweg.
Maasdijk viel onder de gemeente Naaldwijk totdat deze opging in de gemeente Westland in 2004.

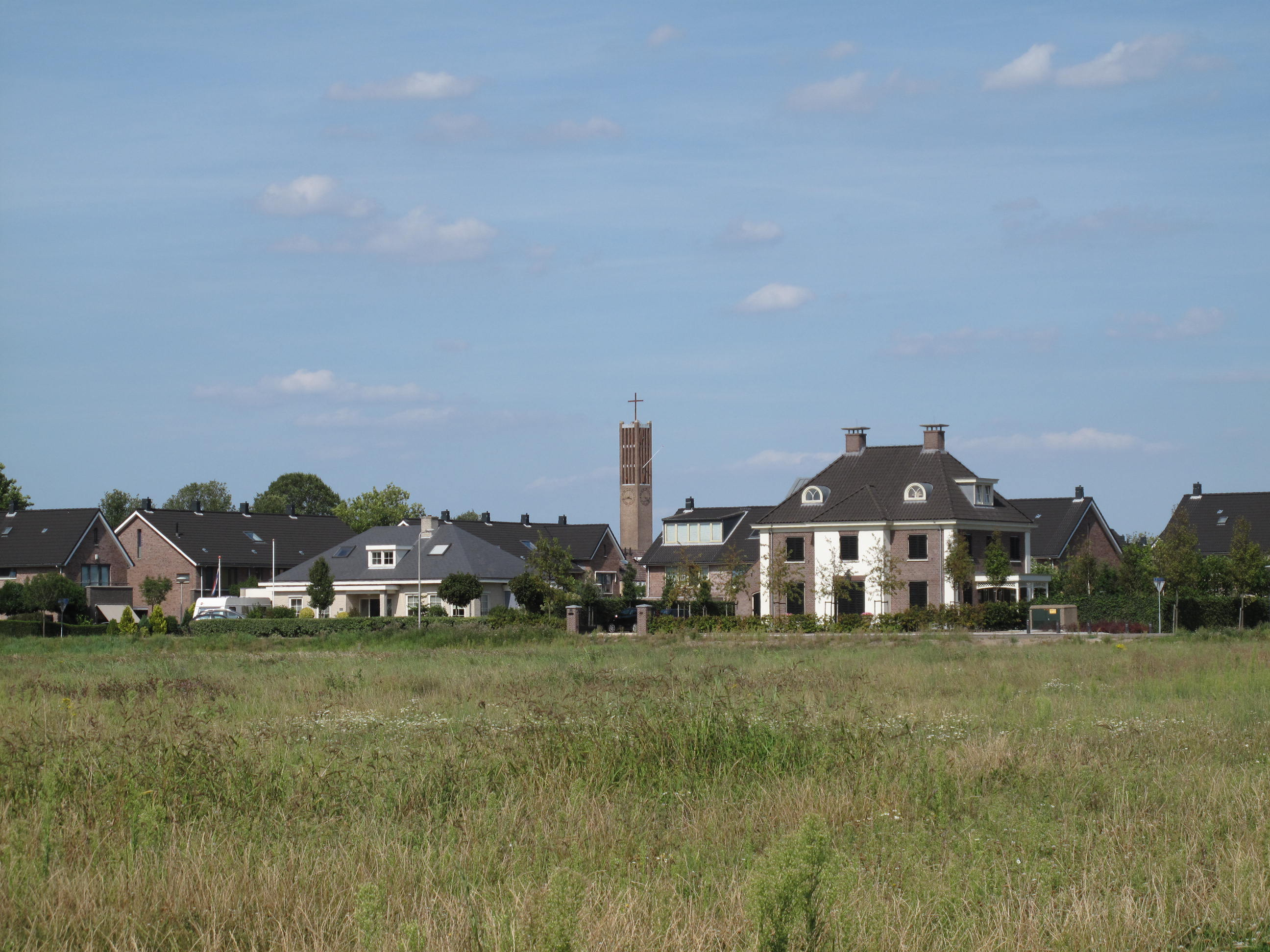
Maasdijk, dorpszicht,
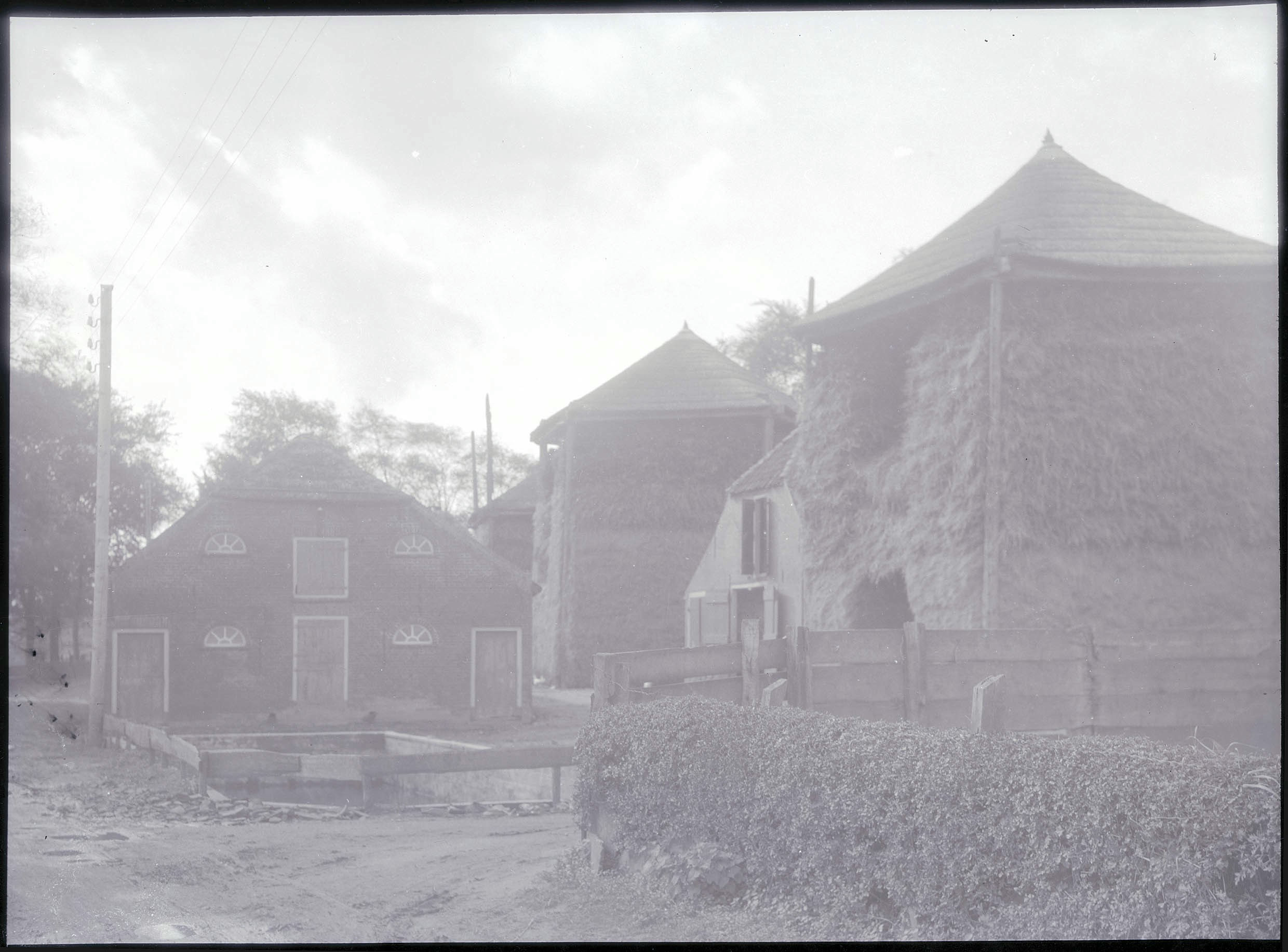
Boerderij 'De Nolwoning', Maasdijk. Foto uit 1927.
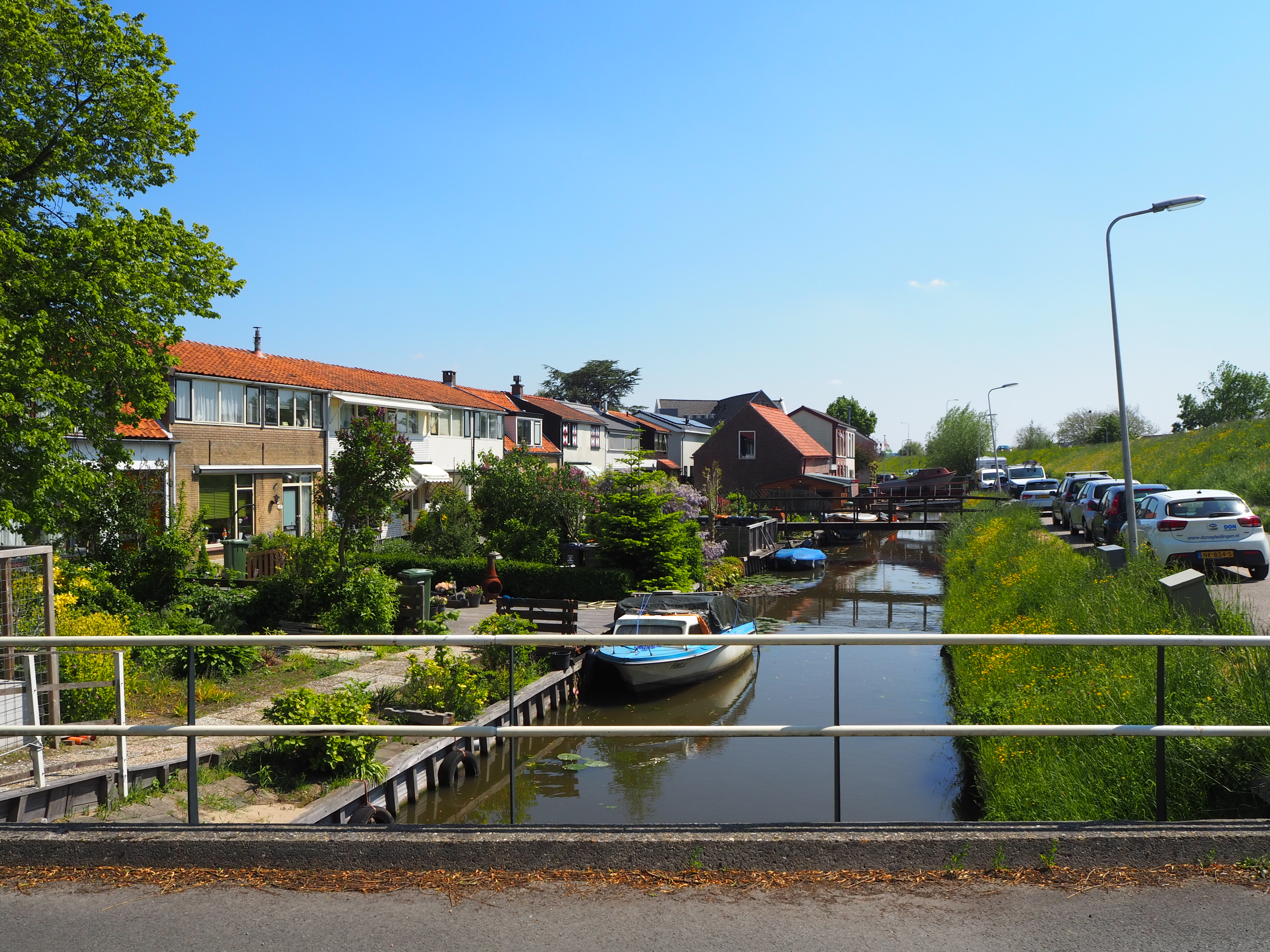
Uitzicht over Maasdijk vanaf de kerktoren van de Gereformeerde Kerk
- Maasdijk aan de kant van Honderdland
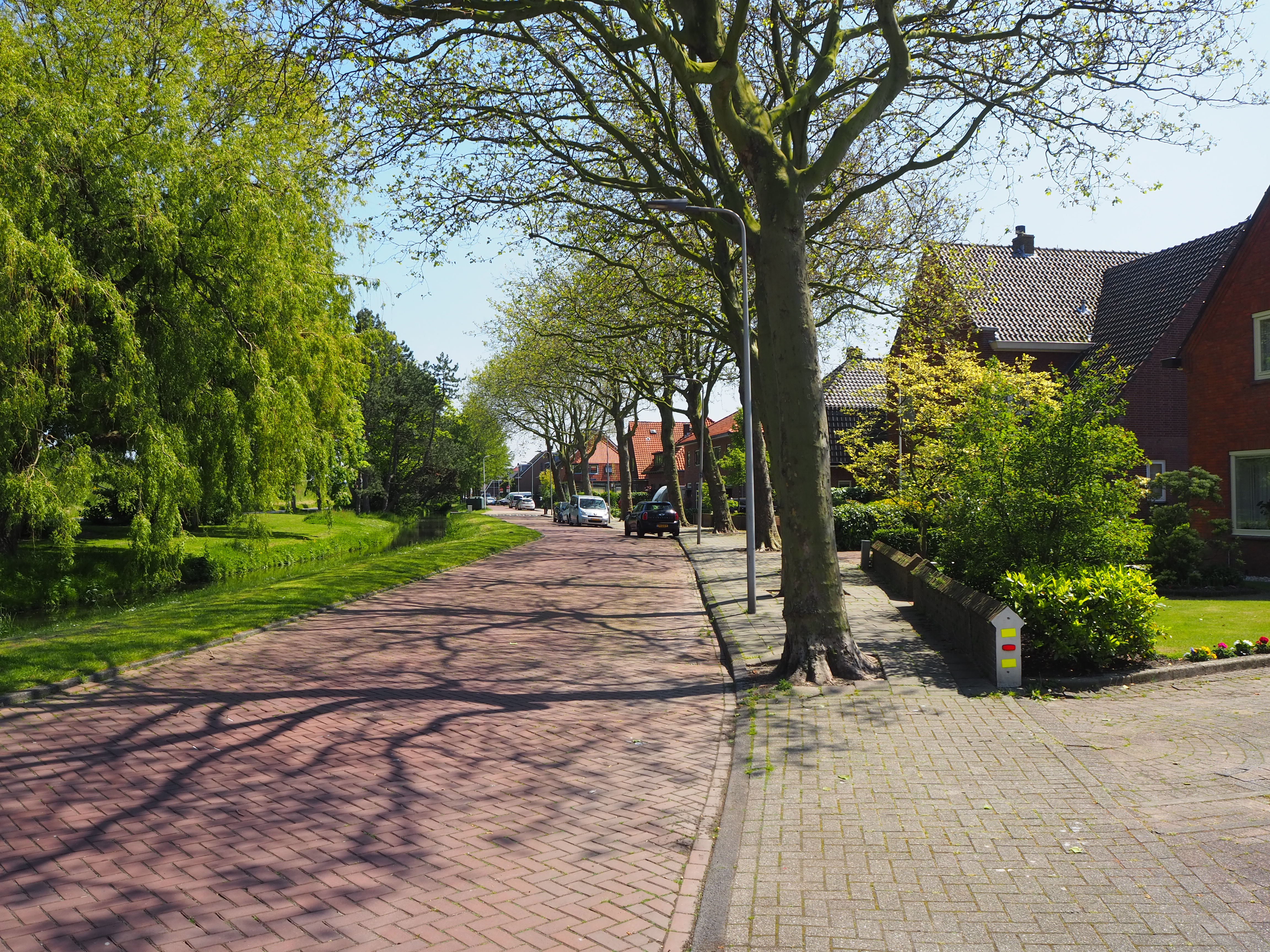
Maasdijk Willem III straat

## Geboren
- Gerrit van Poelje (1884-1976), ambtenaar en bestuurskundige (vader van de Nederlandse bestuurskunde)
- Pieter Willem Hordijk (1918-1992), verzetsstrijder en burgemeester